# منير البدارين
منير البدارين (مواليد 8 يوليو 2005) هو لاعب كرة قدم محترف يلعب كلاعب خط وسط، ولد في بلغاريا ويمثل فلسطين دوليًا.

## مهنة النادي
ولد البدارين في ستارا زاغورا ببلغاريا. وبدأ مسيرته في سن مبكرة في روزوفا دولينا، ولعب لمدة أربع سنوات مع فريق بيروي ستارا. وفترة قصيرة مع بيرين بلاغويفغراد، ولعب مع بوتيف بلوفديف.
جذبت عروضه على مستوى الشباب انتباه المدرب الأول أزرودين فالنتيتش، الذي استدعاه إلى المعسكر الشتوي مع الفريق الأول. وفي 1 فبراير 2022، وقع عقده الاحترافي الأول مع نادي بوتيف بلوفديف. وأصبح لاعبًا أساسيًا في الفريق الرديف، قبل أن يظهر لأول مرة مع الفريق الأول في 22 مايو 2022، في المباراة الأخيرة من موسم دوري الدرجة الأولى 2021–22 ضد سلافيا صوفيا. وغادر النادي في 5 يوليو 2023 بعد اتفاق متبادل.

## مهنة دولية
ولد منير في بلغاريا، وهو مؤهل أيضًا للعب لفلسطين دولياً. أستدعي لفريق بلغاريا تحت 17 سنة في أبريل 2021، وفي يوليو 2022، انضم إلى منتخب فلسطين تحت 20 عامًا وظهر لأول مرة في 17 يوليو، وسجل هدفًا في مباراة ودية ضد منتخب عمان تحت 20 عامًا. وسجل مرة أخرى في 26 يوليو في مباراة ضد السودان تحت 20 سنة.

## أسلوب اللعب
يمكنه اللعب إما كلاعب خط وسط أو مهاجم.

## الإحصائيات المهنية
| النادي                 | موسم            | الدوري          | الدوري | الدوري  | كأس بلغاريا | كأس بلغاريا | قاريّ   | قاريّ    | أخرى   | أخرى    | المجموع | المجموع |
| النادي                 | موسم            | قسم             | الظهور | الأهداف | الظهور      | الأهداف     | الظهور | الأهداف | الظهور | الأهداف | الظهور  | الأهداف |
| ---------------------- | --------------- | --------------- | ------ | ------- | ----------- | ----------- | ------ | ------- | ------ | ------- | ------- | ------- |
| بوتيف بلوفديف (الرديف) | 2021–22         | الدوري الثاني   | 12     | 2       | —           | —           | —      | —       | —      | —       | 12      | 2       |
| بوتيف بلوفديف (الرديف) | 2022–23         | الدوري الثاني   | 24     | 0       | —           | —           | —      | —       | —      | —       | 11      | 0       |
| بوتيف بلوفديف (الرديف) | المجموع         | المجموع         | 36     | 2       | 0           | 0           | 0      | 0       | 0      | 0       | 36      | 2       |
| بوتيف بلوفديف          | 2021–22         | الدوري الممتاز  | 1      | 0       | 0           | 0           | —      | —       | —      | —       | 1       | 0       |
| بوتيف بلوفديف          | 2022–23         | الدوري الممتاز  | 1      | 0       | 0           | 0           | —      | —       | —      | —       | 1       | 0       |
| بوتيف بلوفديف          | المجموع         | المجموع         | 2      | 0       | 0           | 0           | 0      | 0       | 0      | 0       | 2       | 0       |
| المجموع الوظيفي        | المجموع الوظيفي | المجموع الوظيفي | 38     | 2       | 0           | 0           | 0      | 0       | 0      | 0       | 38      | 2       |

## روابط خارجية
- منير البدارين  على سكروي